# Leonardtown
Leonardtown is een plaats (town) in de Amerikaanse staat Maryland, en valt bestuurlijk gezien onder St. Mary's County.

## Demografie
Bij de volkstelling in 2000 werd het aantal inwoners vastgesteld op 1896.
In 2006 is het aantal inwoners door het United States Census Bureau geschat op 2171, een stijging van 275 (14,5%).

## Geografie
Volgens het United States Census Bureau beslaat de plaats een oppervlakte van
8,0 km², geheel bestaande uit land. Leonardtown ligt op ongeveer 30 m boven zeeniveau.

## Plaatsen in de nabije omgeving
De onderstaande figuur toont nabijgelegen plaatsen in een straal van 20 km rond Leonardtown.